# DIC.NII.LAN.DAFT.ERD.ARK
DIC.NII.LAN.DAFT.ERD.ARK är den danska rockgruppen D-A-D:s elfte studioalbum, utgivet 11 november 2011 och producerat av Nick Foss.

## Låtlista
1. A New Age Moving In
2. I Want What She's Got
3. The End
4. Fast On Wheels
5. The Place Of The Heart
6. The Last Time In Neverland
7. Breaking Them Heart By Heart
8. We All Fall Down
9. The Wild Thing In The Woods
10. Can't Explain What It Means
11. Drag Me To The Curb
12. Your Lips Are Sealed